# Paul-André Massé
Pour l’article homonyme, voir Massé.
Paul-André Massé B.Sc.Soc., né le 5 novembre 1947 à Saint-Jean-sur-Richelieu (Québec) et mort le 17 mars 2019 dans la même ville,, est un fonctionnaire et homme politique fédéral du Québec.

## Biographie
Né à Saint-Jean-sur-Richelieu dans la région de la Montérégie, il devint député du Parti libéral du Canada dans la circonscription fédérale de Saint-Jean en 1979. Réélu en 1980, il fut défait par le progressiste-conservateur André Bissonnette en 1984.
Durant sa carrière politique, il fut secrétaire parlementaire du ministre des Approvisionnements et des Services de 1983 à 1984.
Il a eu une carrière dans l'Armée canadienne de 1967 à 1973.
Il est le président fondateur du Comité des griefs des Forces armées canadiennes en 2000.